# سفارة الإمارات العربية المتحدة لدى البحرين
سفارة الإمارات العربية المتحدة لدى البحرين هي البعثة الدبلوماسية لدولة الإمارات العربية المتحدة لدى مملكة البحرين، وتقع بالعاصمة المنامة.